# Каорсо
Као̀рсо (на италиански: Caorso, на местен диалект Caurs, Каурс) е малко градче и община в северна Италия, провинция Пиаченца, регион Емилия-Романя. Разположено е на 46 m надморска височина. Населението на общината е 4863 души (към 2010 г.).